# Kyan Anderson
Kyan Anderson, né le 25 mars 1992, à Fort Worth, au Texas, est un joueur américain de basket-ball. Il évolue au poste de meneur.